# Пять долларов с бюстом Свободы в классическом стиле
5 долларов США с изображением Свободы в колпаке (англ. Classic Head Half Eagle) — золотые монеты США номиналом в 5 долларов, которые чеканились с 1834 по 1838 годы. За всё время было отчеканено более 2 миллионов 75 тысяч экземпляров. Имеет несколько разновидностей.

## История
Появление новой золотой монеты в 1834 году имело ряд предпосылок. Предыдущий тип — 5 долларов с бюстом Свободы в колпаке стали чеканиться во время, когда соотношение стоимости золота к серебру было эквивалентно 1:15. С течением времени золото возросло в цене и стало относиться к серебру как 1:15,5 — 1:16. В результате по закону Грешема золотые монеты быстро выходили из обихода. Предприимчивые люди их переплавляли, затем обменивали на серебряные монеты, которые затем старались обменять вновь на золотые по номинальной стоимости. В связи с этим золотые монеты США, выпущенные до 1834 года, редки и имеют большую нумизматическую ценность.
Во время президентства Эндрю Джексона, который уделял значительное внимание экономике и банковской системе, в 1834 году был принят новый монетный акт. Согласно ему, содержание золота в монетах было уменьшено (в монете номиналом в 5 долларов с 8,748 г 91,67 % золота до 8,24 г 89,9 %-го). С 1837 монета стала чеканиться из 90 % золота.
В связи с изменением в составе монеты стало необходимым появление и её нового дизайна. Гравёр Уильям Книсс подготовил новый дизайн монеты, который не отличался от такой же монеты номиналом в 2,5 доллара (за исключением обозначения номинала). Изображение женщины, символизирующей Свободу, напоминало античные барельефы. Это вызывало определённое недовольство. В связи с этим монета чеканилась относительно недолго — всего 5 лет. В 1839 была выпущена монета нового типа, сделанная гравёром Кристианом Гобрехтом.
Большинство монет данного типа чеканились на монетном дворе Филадельфии. Небольшие тиражи были также выпущены на монетных дворах Шарлотт и Далонеги.

## Изображение

### Аверс
На аверсе монеты изображён бюст женщины, символизирующей Свободу. На ленте, обхватывающей волосы, располагается надпись «LIBERTY». Под бюстом находится год, а вокруг него полукругом 13 звёзд. Над обозначением года выпуска может находиться небольшая буква, обозначающая место чеканки монеты — «C» — Шарлотт (Северная Каролина); «D» — Далонега; «O» — Новый Орлеан. Если буква отсутствует, то монета была отчеканена на монетном дворе Филадельфии.

### Реверс
Реверс монеты соответствует аналогичной монете предыдущего типа (1807–1834). Отличие состоит в отсутствии девиза «E PLURIBUS UNUM» над изображением орлана. Отсутствие девиза служило самым заметным отличием между описываемой монетой и монетой предыдущего типа.
На реверсе монеты находится белоголовый орлан с расправленными крыльями — символ США — держащий в когтях стрелы и оливковую ветвь. По верхнему краю полукругом расположена надпись «UNITED STATES OF AMERICA».
Под изображением орлана располагалось обозначение номинала — «5 D.»

## Тираж
Монеты данного типа чеканились на монетных дворах Филадельфии, Шарлотт и Далонеги.
| Год  | Отчеканено в Филадельфии | Отчеканено в Шарлотт | Отчеканено в Далонеге |
| ---- | ------------------------ | -------------------- | --------------------- |
| 1834 | 657 460 (до 15)          |                      |                       |
| 1835 | 371 535 (известно 3)     |                      |                       |
| 1836 | 553 147 (известно 3)     |                      |                       |
| 1837 | 207 121 (известен 1)     |                      |                       |
| 1838 | 286 588 (около 5)        | 17 179               | 20 583                |

(в скобках обозначено количество монет качества пруф)
Суммарный тираж монеты составляет более 2 миллионов 75 тысяч экземпляров.